# Bythotrephes longimanus
Bythotrephes longimanus is een watervlooiensoort uit de familie van de Cercopagididae. De wetenschappelijke naam van de soort is voor het eerst geldig gepubliceerd in 1860 door Leydig.
De soort komt oorspronkelijk voor in Noord-Europa en Groot-Brittannië, maar komt tegenwoordig als exoot voor in de Noord-Amerikaanse Grote Meren, waar hij zich als een invasieve soort gedraagt.